# Parádsasvár
Parádsasvár község Heves vármegye Pétervásárai járásában.

## Fekvése

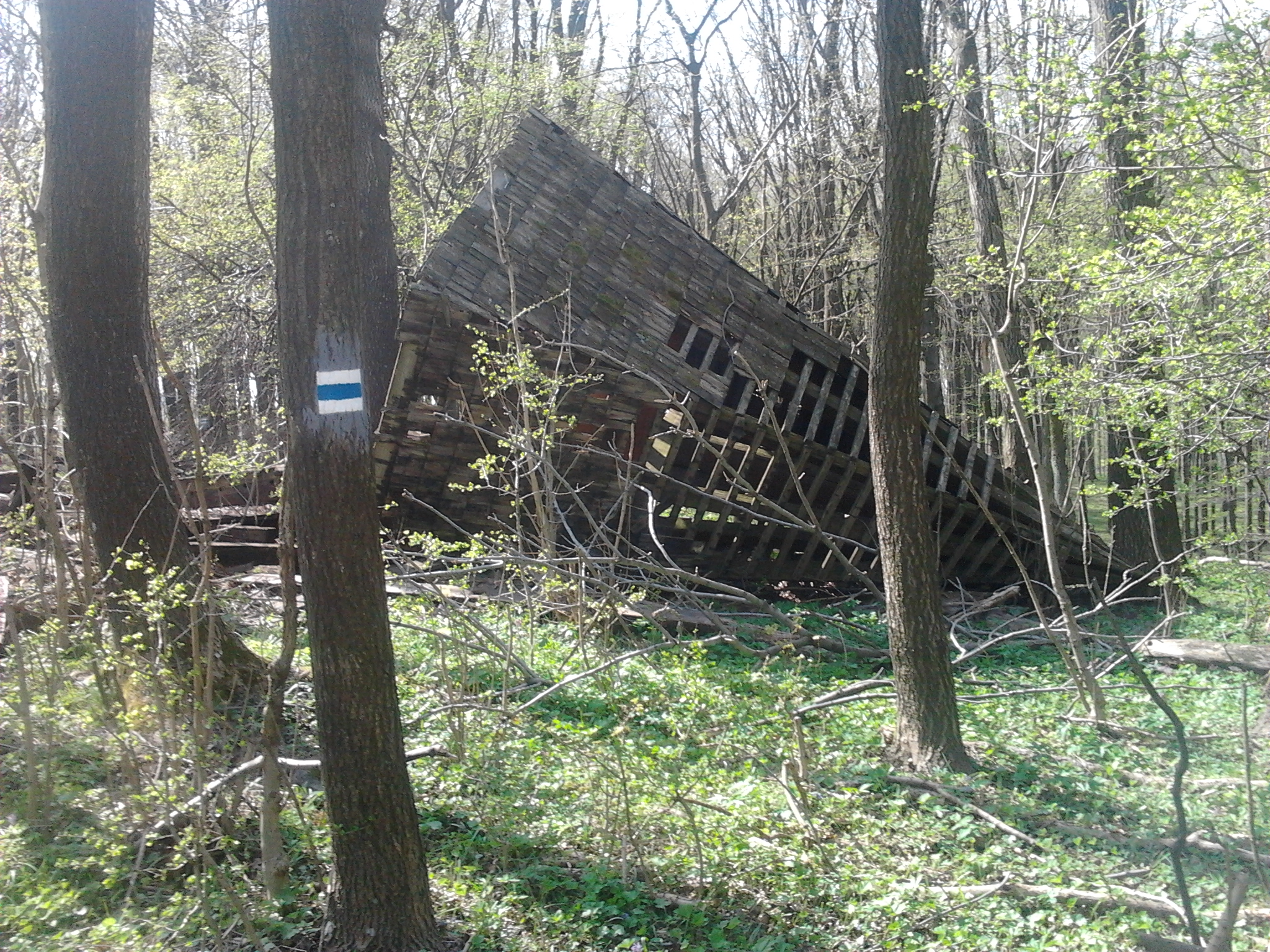
A Kós Károly-kilátó romjai a Csór-hegyen, Parádsasvártól délnyugatra

Parádsasvár a 24-es főútból kiágazó 24 117-es úton megközelíthető zsáktelepülés. Gyönyörű földrajzi, természeti környezetben fekszik a Mátra északi oldalán. Galyatetőtől keletre, a parádi katlan felső végében elnyúló, 400 méter magas fennsíkon helyezkedik el, ahonnan szemet gyönyörködtető kilátás nyílik a környező hegycsúcsokra, a Mogyorós-oromra, a Nagy-Lipótra, a Galyatetőre, a Bagolykőre, a Csór-hegyre, a Vadak-ormára, a Hármas-tetőre és a Vár-hegyekre.
Közigazgatásilag a településhez tartozik még Rudolf-tanya, Áldozó és Fényespuszta, határszélét érinti még a 2408-as út is.

## Története
A környékbeli falvak, Parádsasvár, Parád és Parádfürdő története szorosan összekapcsolódik. Először 1549-ben említik írott formában ezen településeket. Ekkor a Mátra ezen területe Országh Kristóf tulajdona. A következő tulajdonos Ungnád Kristóf egri várkapitány volt, aki 1575-ben vette zálogba a területet. 1603-ban a későbbi erdélyi fejedelem, Rákóczi Zsigmond vásárolta meg, s mintegy 100 esztendőig birtokolta. 1676-ban jutott Parádsasvár egy részéhez II. Rákóczi Ferenc és testvére, Rákóczi Júlia.
II. Rákóczi Ferenc 1710-ben a Som-hegy alatt alapította meg az üveghutát, mely 1770-ig a régi helyén üzemelt. Maga az üveggyártás ezután sem vonult ki a faluból, a 18. század második felétől 2005-ig szinte folyamatosan jelen volt a településen. Az 1740-es években Grassalkovich Antal terjeszkedett a térségben. 1841 után gróf Károlyi György hajdani bérlő szerezte meg a tulajdonjogot.

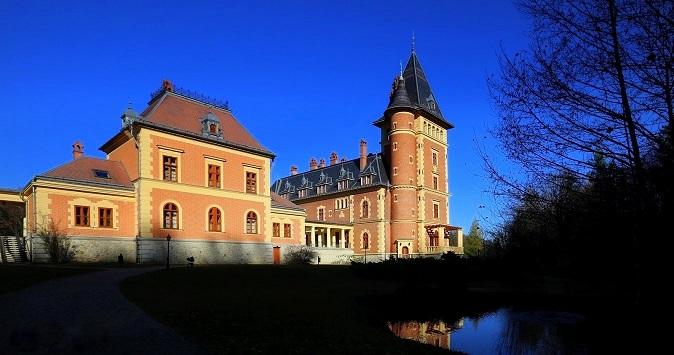
Parádsasvár, kastélyszálló

A 19. században egyre erőteljesebben fejlődött az üveggyártás a faluban. 1881-ben megépült a falu ékköve, a Károlyi-kastély Ybl Miklós tervei alapján, mely ma ötcsillagos luxusszállóként üzemel.
Parádsasvár 1947-ben alakult önálló községgé, területe ezt megelőzően Bodonyhoz és Parádhoz tartozott. Elnevezése kezdetben a Sasvár kastélyról Mátrasasvár volt, amit a következő évben változtattak a maira.

## Közélete

### Polgármesterei
- 1990–1994: Holló Henrik (független)[4]
- 1994–1998: Holló Henrik (független)[5]
- 1998–2002: Holló Henrik (független)[6]
- 2002–2006: Holló Henrik (független)[7]
- 2006–2010: Holló Henrik (független)[8]
- 2010–2014: Holló Henrik (független)[9]
- 2014–2019: Holló Henrik (független)[10]
- 2019–2024: Holló Henrik (független)[11]
- 2024– : Holló Henrik (független)[1]

## Népesség
A település népességének változása:
| Lakosok száma | 393  | 378  | 371  | 307  | 357  | 331  | 325  |
|               | 2013 | 2014 | 2015 | 2021 | 2022 | 2023 | 2024 |

2001-ben a település lakosságának 87%-a magyar, 12%-a román és 1%-a szlovák nemzetiségűnek vallotta magát.
A 2011-es népszámlálás során a lakosok 90,4%-a magyarnak, 1% németnek, 0,2% románnak, 0,5% szlováknak mondta magát (9,6% nem nyilatkozott; a kettős identitások miatt a végösszeg nagyobb lehet 100%-nál). A vallási megoszlás a következő volt: római katolikus 46,8%, református 6,4%, evangélikus 0,5%, görögkatolikus 2,7%, felekezeten kívüli 12,3% (30,9% nem nyilatkozott).
2022-ben a lakosság 86,8%-a vallotta magát magyarnak, 0,3-0,3% szlováknak, cigánynak, németnek és románnak, 1,4% egyéb, nem hazai nemzetiségűnek (13,2% nem nyilatkozott; a kettős identitások miatt a végösszeg nagyobb lehet 100%-nál). Vallásuk szerint 31,4% volt római katolikus, 4,2% református, 1,1% evangélikus, 0,8% görög katolikus, 0,3% ortodox, 1,7% egyéb keresztény, 0,3% egyéb katolikus, 14% felekezeten kívüli (46,2% nem válaszolt).

## Gazdaság
- A Parádi Üveggyár 2005-ben bezárt.[15]

- Gyógyvízfeldolgozó üzem (ÉLPAK Zrt.)

## Turizmus
- Kastélyhotel Sasvár (Károlyi-kastély)
- Parádsasvári üvegmanufaktúra[15]
- Ősjuhar (Acer acuminatilobum), a világon egyedül a Mátrában megtalálható, nem szaporítható juharfaj.

## Ismert személyek
- A község temetőjében helyezték végső nyugovóra Szokup Lajos egykori építésügyi miniszterhelyettest, az orosházi Üvegipari Művek korábbi vezérigazgatóját (1920–2017)